# Gloria Schoemann
Gloria Schoemann (24 de juliol de 1910-5 de setembre de 2006) va ser una editora de cinema mexicana, activa en la denominada Època d'or del cinema d'aquest país. En el seu haver va haver-hi més de 200 edicions de films llegendaris com La perla (1947) o Macario (1960). Va guanyar la Medalla al Mèrit Cinematogràfic Salvador Toscano el 1993. La seva labor va destacar a l'ésser l'ambient cinematogràfic predominantment masculí i laborar activament amb els directors més destacats de la seva època.

## Biografia
Nascuda a Mèxic, de jove va viatjar a Los Angeles on va treballar com a extra en algunes cintes. De tornada a Mèxic el 1935 va actuar a Hombres de mar del director Chano Urueta. Va prosseguir en la indústria fílmica, i el primer treball d'edició que va realitzar va ser el 1942 amb Yo bailé con don Porfirio, de Gilberto Martínez Solares.

## Filmografia selectiva
- 1944: María Candelaria d'Emilio Fernández Romo
- 1944: La guerra de los pasteles d'Emilio Gómez Muriel
- 1945: Las abandonadas d'Emilio Fernández Romo
- 1945: Bugambilia d'Emilio Fernández Romo
- 1946: Enamorada d'Emilio Fernández Romo
- 1947: La perla d'Emilio Fernández Romo
- 1949: Salón México d'Emilio Fernández Romo
- 1949: La Malquerida de Emilio Fernández Romo
- 1951: Víctimas del pecado d'Emilio Fernández Romo
- 1952: Siempre tuya d'Emilio Fernández Romo
- 1953: Captain Scarlett de Thomas Carr
- 1953: El niño y la niebla de Roberto Gavaldón
- 1954: Llévame en tus brazos de Julio Bracho
- 1954: La rebelión de los colgados d'Alfredo B. Crevenna i Emilio Fernández Romo
- 1956: A promessa d'Alfredo B. Crevenna
- 1957: Yambaó d'Alfredo B. Crevenna
- 1959: Flor de mayo de Roberto Gavaldón
- 1967: The Bandits de Robert Conrad i Alfredo Zacarias

## Premis
- Medalla Salvador Toscano al Mérito Cinematográfico, 1985.
- 1947: Premi Ariel a la millor edició per Enamorada d'Emilio Fernández Romo
- 1954: Premi Ariel a la millor edició per El niño y la niebla
- 1955: Premi Ariel al millor muntatge per La rebelión de los colgados
- 2004: Ariel d'Or durant tota la seva carrera